# Longest Barrel Ride
Albums de Slightly Stoopid
Slightly Stoopid
(1996) Everything You Need
(2003)
The Longest Barrel Ride est le deuxième album du groupe Slightly Stoopid, sorti chez Skunk Records en 1998. Il a été réédité avec leur premier album Slightly Stoopid sur un double album.

## Liste des titres
1. Castles Of Sand
2. Johnny Law
3. Ese Loco
4. Living Dread
5. Don't Fuck'n Look
6. Hands Of Time
7. I'm So Stoned
8. Sinking Stone
9. Roots Rip
10. Crazy Riff
11. Running Away
12. Struggler
13. Slightly Stoopid
14. Mr. Music
15. Too Little Too Late
16. Jedi
17. Violence/FTP
18. Just A Buzz
19. Metal Madness
20. Free Dub